# Jan van Kleef (graaf)
Jan van Kleef (circa 1292/1293 - 19 november 1368) was van 1347 tot aan zijn dood graaf van Kleef. Hij behoorde tot het huis Kleef.

## Levensloop
Jan was de tweede zoon van graaf Diederik VIII van Kleef uit diens tweede huwelijk met Margaretha, dochter van graaf Everhard I van Kyrburg. Als jongere zoon maakte hij aanvankelijk weinig kans op de erfopvolging in Kleef. Hij begon rond 1310 een geestelijke loopbaan en werd kanunnik in achtereenvolgens Keulen, Mainz, Trier, Utrecht en Xanten, waarna hij van 1320 tot 1347 deken van de Dom van Keulen was. 
In 1318 sloot hij met zijn broer Diederik IX een erfverdrag, zodat Jan ook heer van Linn werd. Rond 1333 kwam het tot een conflict met beide broers over de erfopvolging in het graafschap, omdat Diederik drie dochters, maar geen zonen had. Vanaf 1338 aanvaardde Diederik dat hij opgevolgd zou worden door zijn broer en tijdens zijn laatste levensjaren kreeg Jan een grotere invloed op zijn beleid.
Nadat Diederik IX in juli 1347 was overleden, werd Jan graaf van Kleef en gaf hij zijn geestelijke functies op. Een jaar later, in 1348, huwde hij met Machteld (1324-1384), dochter van graaf Reinoud II van Gelre, een verbintenis die kinderloos bleef. Door zijn huwelijk raakte hij betrokken in de Gelderse Broederoorlog tussen hertogen Reinoud III en Eduard, waarbij Jan de zijde van Reinoud koos. Dit engagement leverde Kleef de stad Emmerik op, maar stortte het graafschap in financiële moeilijkheden. Ook moderniseerde Jan zijn territorium, onder andere door een grafelijke kanselarij op te richten.
Jan van Kleef stierf in november 1368. Met zijn dood stierf het oude gravenhuis van Kleef uit. Verschillende kandidaten concurreerden om de opvolging in Kleef, waarbij Jans grootneef Adolf III van der Mark zegevierde. Het huis van der Mark bestuurde Kleef tot 1609.